# Murtaugh (Idaho)
Murtaugh es una ciudad ubicada en el condado de Twin Falls en el estado estadounidense de Idaho. En el Censo de 2010 tenía una población de 115 habitantes y una densidad poblacional de 382,77 personas por km².

## Geografía
Murtaugh se encuentra ubicada en las coordenadas 42°29′31″N 114°9′42″O / 42.49194, -114.16167. Según la Oficina del Censo de los Estados Unidos, Murtaugh tiene una superficie total de 0.3 km², de la cual 0.3 km² corresponden a tierra firme y (0%) 0 km² es agua.

## Demografía
Según el censo de 2010, había 115 personas residiendo en Murtaugh. La densidad de población era de 382,77 hab./km². De los 115 habitantes, Murtaugh estaba compuesto por el 84.35% blancos, el 0% eran afroamericanos, el 0% eran amerindios, el 0% eran asiáticos, el 0% eran isleños del Pacífico, el 14.78% eran de otras razas y el 0.87% pertenecían a dos o más razas. Del total de la población el 20% eran hispanos o latinos de cualquier raza.